# Islas Tiví
Las islas Tiví son un archipiélago que forma parte del Territorio del Norte, Australia, ubicado a 80 km al norte de la ciudad de Darwin, en donde se unen el mar de Arafura con el mar de Timor. El archipiélago comprende las islas Melville, Bathurst y otras nueve islas más pequeñas deshabitadas; juntas tienen una superficie de 8230 km²
Habitadas desde antes de la colonización europea por el pueblo tiví, según el censo de 2021 tenían 2348 habitantes, en su gran mayoría aborígenes australianos.
El Consejo de Tierras de Tiví es uno de cuatro consejos de tierras en el Territorio del Norte. Es un cuerpo representativo con autoridad reglamentada bajo la Ley de Derechos de Tierras Aborígenes (Territorio del Norte) de 1976 y tiene responsabilidades reguladas por la Ley de Títulos Nativos de 1993 y la Ley de Tierras Pastorales de 1992.

## Geografía y población
Las islas Tiví se encuentra a 80 km al norte del continente australiano en el mar de Arafura, y son parte del Territorio del Norte. El grupo de islas está formado por dos islas habitadas grandes (Melville y Bathurst), y nueve islas más pequeñas deshabitadas (Buchanan, Harris, Seagull, Karslake, Irritutu, Clift, Turiturina, Matingalia y Nodlaw). La isla Bathurst es la quinta isla más grande de Australia y es accesible por mar o aire. La isla Melville es las segunda isla más grande de Australia (después de Tasmania).
Las islas principales están separadas por el Estrecho de Apsley, el cual conecta la Bahía de Saint Asaph en el norte y Shoal Bay en el sur, y tiene entre 5 y 550 m de ancho y 62 km de largo. En la entrada de Shoal Bay se encuentra la isla Buchanan, con un área aproximada de 3 km². Es posible tomar un ferry en el punto más angosto que provee una conexión rápida entre las dos islas.
El archipiélago está habitado por el pueblo tiví, como lo han hecho desde antes de que los europeos lleguen a Australia. Los tiví son un pueblo aborigen australiano, cultural y lingüísticamente distinto de los de Arnhem Land en el continente. Actualmente son aproximadamente 2500 personas. En 2011, la población total de las islas era de 2570, de los cuales el 87,9 % eran aborígenes. Y en 2021 la cifra había descendido ligeramente, hasta los 2348 habitantes. La mayoría de los residentes hablan tiví como su primer idioma e inglés como segunda lengua. La mayoría de la población vive en Wurrumiyanga (conocido como Nguiu hasta 2010), en la isla Bathurst; y en Pirlangimpi (también conocida como Garden Point) y Milikapiti (también conocida como Snake Bay), en la isla Melville. Wurrumiyanga tiene una población de casi 1500 personas, las otras dos localidades cuentan con aproximadamente 450 habitantes cada una.
Existen otras localidades más pequeñas, entre ellas la comunidad Wurankuwu (Ranku) en el extremo occidental de la isla Bathurst.

## Historia
Aborígenes australianos han ocupado las islas Tiví por siglos, y sus historias de creación sugieren que estuvieron presentes por lo menos 7000 antes del presente.
Se cree que los isleños de Tiví tuvieron contacto con comerciantes de Macasar,  y el primer contacto registrado entre isleños aborígenes y exploradores occidentales fue con los neerlandeses "bajo el mando del Comandante Maarten va Delft quien con tres barcos, el Nieuw Holland, el Waijer, y el Vosschenbosch, navegó al interior de Shark Bay en la isla Melville y desembarco allí el 30 de abril de 1705". Hubo otras visitas por parte de exploradores y navegantes en los siglos diecisiete, dieciocho y diecinueve, incluyendo las realizadas por el neerlandés Pieter Pieterszoon, el francés Nicholas Baudin y el británico Philip Parker King.
El primer asentamiento europeo en las islas fue en Fort Dundas, cerca de la actual Pirlangimpi en la isla Melville. Fue establecido en septiembre de 1824, siendo este el primer asentamiento británico en el norte de Australia, pero debido en parte a la hostilidad de la población local solo duró cinco años, siendo abandonado en 1829. Por ser "el primer intento de asentamiento europeo y militar en el norte de Australia", el sitio está en la lista del Registro Australiano del Patrimonio Nacional.
Una misión católica fue establecida por Francisco Xavier Gsell en 1911, y las islas fueron proclamadas como Reserva Aborigen en 1912. En la década de 1930 se construyó una iglesia de madera que continúa siendo un monumento importante en Wurrumiyanga. La misión católica tuvo un impacto positivo, a través del acceso a la educación y servicios de bienestar, aunque también trajo consigo las negativas consecuencias de la represión de la lengua y cultura aborigen.
El control de las islas fue transferido a los dueños tradicionales aborígenes a través del Tiwi Aboriginal Land Trust, y el Consejo de Tierra Tiví que fue fundado en 1978. El área de gobierno local de las islas Tiví fue establecido en 2001, cuando los anteriores gobiernos comunitarios en las tres principales comunidades de Wurrumiyanga (Isla Bathurst), Pirlangimpi y Milikapiti (Isla Melville) fueron fusionado con la Corporación Aborigen Wurankuwu para formar un gobierno único. El LGA de las islas Tiví fue reemplazado en 2008 por el Consejo del Shire de las Islas Tiví como parte de una restructuración general de los gobiernos locales del Territorio del Norte.

## Política y administración
Las islas son parte del distrito electoral federal de Lingiari, cuyo representante actual es Warren Snowdon. Las islas están dentro del distrito electoral del Territorio del Norte de Arafura. El representante actual de Arafura es Francis Xavier Kurrupuwu.
La administración de las islas está dividida entre el Consejo del Shire de las Islas Tiví, y la organización representante de los dueños de tierras aborígenes, el Consejo de Tierra Tiví. Los representantes en el Consejo del Shire son elegidos de cuatro distritos, e incluyen a 11 representantes.
1. Distrito de Milikapiti (noreste de la isla Melville, el más grande)
2. Distrito de Nguiu (sur de la Isla Bathurst, isla Buchanan)
3. Distrito de Pirlangimpi (oeste y suroeste de la isla Melville)
4. Distrito de Wurankuwu (norte de la isla Bathurst)

En 2011-12 el presupuesto operativo del Consejo del Shire de las Islas Tiví era de A$26.4 millones. Para 2013, el alcalde electo del Consejo del Shire de las Islas Tiví es Lynette Jane de Santis.

## Cultura

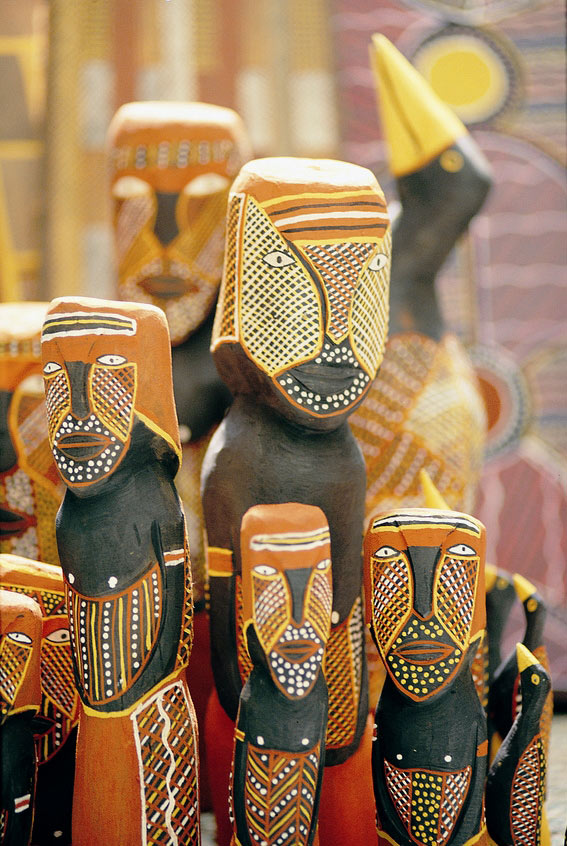
Esculturas de las Islas Tiví, 2005

### Arte aborigen
La creación de arte aborigen australiana es una parte importante de la cultura y economía de las islas Tiví. Existen tres centros de arte aborigen en las islas: Tiwi Design, Munupi Arts & Crafts y Jilamara Arts and Craft, y estos colaboran a través de una sociedad cooperativa, Tiwi Art. Además de la red de Tiwi Art existen dos organizaciones independientes: un negocio de diseño e impresión de telas y ropa llamado Bima Wear, operado por mujeres aborígenes desde 1969, y Ngaruwanajirri.
Entre los artistas tiví que han participado en exposiciones internacionales o cuyos trabajos se encuentran en importantes colecciones australianas, se encuentran Donna Burak, Jean Baptiste Apuatimi y Fiona Puruntatameri.
Muchas de las esculturas de madera de aves son hechas por los tiví. Algunas de éstas son exhibidas en la Mission Heritage Gallery, en la isla Bathurst. Las esculturas representan varias aves de la mitología tiví, las cuales tienen distintos significados. Algunas aves avisan a los tiví sobre inminentes lluvias monzónicas, mientras que otras advierten sobre ciclones. Otras, dependiendo del tótem de la tribu, alertan al pueblo tiví de que alguien de un clan en particular ha muerto. Existen otros que representan a seres ancestrales que, según la mitología, se transformaban en aves. Las esculturas de aves pueden ser vistas en ocasiones en los extremos de las varas pukumani, las cuales son colocadas en lugares de entierro sagrados.
El pukamani, o pukumani, es una ceremonia funeraria que se remonta a la época primigenia en la que los seres totémicos crearon el mundo. Esta ceremonia se realiza alrededor de postes de tumbas tallados y pintados, conocidos como tutini (a veces denominados postes de pukumani). Se lleva a cabo entre dos y seis meses después del entierro y puede durar unos días. Unos talladores designados específicamente para esta labor, se dedican a tallar y pintar hasta 12 tutinis, que se erigen alrededor del túmulo de la tumba. Están hechos de madera de fierro y decorados con arcilla blanca, carbón negro y ocre amarillo o rojo molido.
Los bailarines se abren paso entre los tutini y, al final de la ceremonia, se colocan tungas, o cestas de corteza pintada, encima de los postes. Los postes funerarios, que están destinados a ser obsequios para complacer a los espíritus de los muertos, se dejan hasta que el paso del tiempo los va deteriorando.
Existe cierta discusión sobre si los postes son objetos rituales sagrados o una obra de arte mercantilizada. En una ocasión, se retiró una exposición que mostraba objetos que se parecían a los pukumani aborígenes, pero que habían sido creados por diseñadores de Melbourne. Sin embargo, los postes encargados especialmente se toman prestados o se venden libremente para exponerlos en galerías de arte de Australia y de todo el mundo.

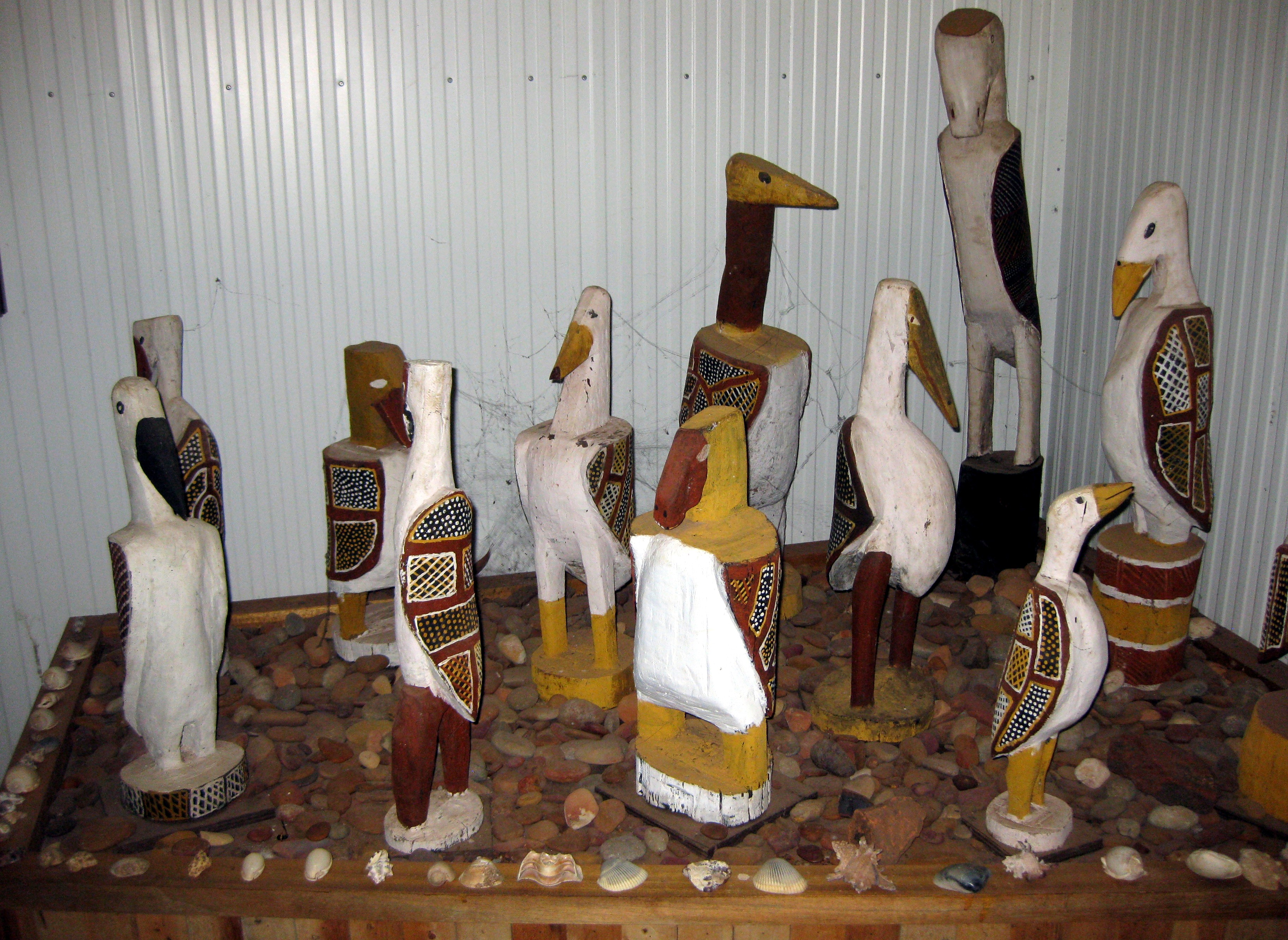
Esculturas de aves de las islas Tiví, 2011

Por otra parte, el pueblo tiví también crea muchos de sus diseños en telas. El método principal utiliza cera para resistir las tinturas al igual que las impresiones batik de Indonesia. Se utilizan varias telas, desde algodón duro y enlazado, hasta sedas delicadas que son utilizadas para crear bufandas de seda.

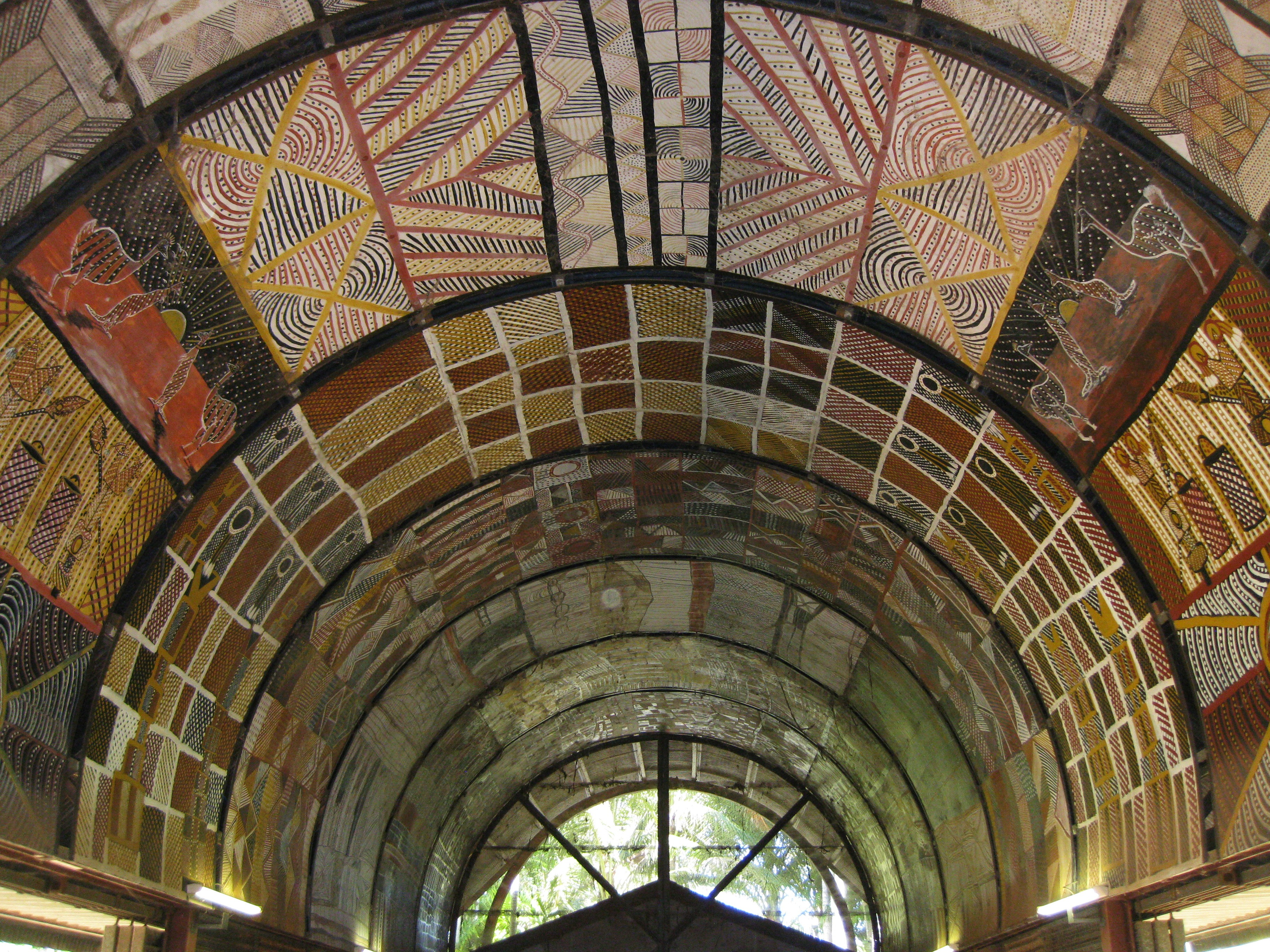
Techo de un estudio y galería de árte en las Islas Tiví., 2011

La creación de su arte es por lo general una actividad social y consiste de grupos de personas sentadas juntas y charlando mientras trabajan de manera relajada. Por lo general estos grupos están segregados por género.

### Fútbol australiano
El fútbol australiano es el deporte más popular de las islas Tiví y fue introducido en 1941 por los misioneros John Pye y Andy Howley. La Liga de Fútbol Australiano de las Islas Tiví ha existido desde 1969.

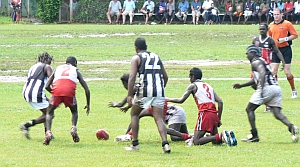
Un partido de fútbol australiano en las islas Tiví.

La gran final de la Liga de Fútbol Australiano de las Islas Tiví tiene lugar en marzo cada año y atrae hasta 3000 espectadores. La liga cuenta con 900 participantes de una comunidad de 2 600 personas, la tasa de participación en el deporte más alta en Australia (35 %)
Los futbolistas tiví son conocidos por su "primer toque". Muchos de los jugadores prefieren jugar sin zapatos. Muchos de los jugadores hombres también juegan para el St Mary's Football Club en Darwin, el cual fue formado específicamente para los soldados tiví de los años 1950 puedan jugar en la Liga Fútbol del Territorio del Norte.
El Club de Fútbol de las Islas Tiví (Tiwi Bombers) tuvo un equipo en la Liga del Territorio del Norte a partir de la temporada 2006-07.
Futbolistas importantes de las islas Tiví incluyen a Ronnie Burns, Maurice Rioli, Cyril Rioli, Michael Long, Malcolm Lynch, Austin Wonaemirri y David Kantilla.
El equipo de fútbol de las islas fue el objeto de la serie de Message Stick de ABC en 2009, titulada In A League of Their Own.

### Críquet
Según reportó The Weekend Australian en 2010, los jugadores de críquet liderados por Mathew Hayden recaudaron $200 000 para el desarrollo del críquet en las islas Tiví. Junto con los exjugadores de selección Allan Border, Michael Kasprowicz y Andy Bichel, el partido entre Hayden XI y Border XI tuvo una asistencia de 1000 personas, casi la mitad de la población de las islas.

## Transporte
Existe una aerolínea comercial, Fly Tiwi, que conecta a ambas islas y a éstas con Darwin. Formada como una asociación entre Hardy Aviation y el Consejo de Tierras de Tiwi, Fly Tiwi tiene vuelos diarios a las tres comunidades de las islas.
El ferry Arafura Pearl conecta a Wurrumiyanga y Darwin, y realiza un viaje de dos horas ida y vuelta tres días a la semana.
Para 2008, el gobierno local operaba 925 km de caminos en las islas.

## Medio ambiente, preservación y uso de tierras
Los extremos climáticos y geográficos de las islas hacen que tengan una vegetación y estado de conservación especiales: 
debido a su aislamiento y por sus extremadamente altas precipitaciones, las islas Tiví son hogar de muchas especies que no se encuentran en ningún otro lugar del Territorio del Norte (ni del mundo), y en algunas especies restringidas por las distancias. Las islas Tiví cuentan con los bosques de eucalipto mejor desarrollados (los más altos y con una área basal más grande) del Territorio del Norte y una densidad inusualmente alta y extensión de junglas tropicales.

## Clima
Las islas Tiví tienen un clima tropical monzónico, con 2000 mm de precipitación en el norte de la isla Bathurst y entre 1200 a 1400 mm al este de la isla Melville. La temporada húmeda entre noviembre y abril lleva a las islas la mayor cantidad de lluvias en el Territorio del Norte. El pueblo tiví describe a tres estaciones marcadas: la temporada seca (temporada de humo), la temporada de build up (alto nivel de humedad y canciones de cigarras) y la temporada húmeda (tormentas). Las temporadas determinan el estilo de vida de los tiví, dictando la disponibilidad de fuentes de alimento y sus actividades ceremoniales.
| Parámetros climáticos promedio de Cape Fourcroy (isla Bathurst) | Parámetros climáticos promedio de Cape Fourcroy (isla Bathurst) | Parámetros climáticos promedio de Cape Fourcroy (isla Bathurst) | Parámetros climáticos promedio de Cape Fourcroy (isla Bathurst) | Parámetros climáticos promedio de Cape Fourcroy (isla Bathurst) | Parámetros climáticos promedio de Cape Fourcroy (isla Bathurst) | Parámetros climáticos promedio de Cape Fourcroy (isla Bathurst) | Parámetros climáticos promedio de Cape Fourcroy (isla Bathurst) | Parámetros climáticos promedio de Cape Fourcroy (isla Bathurst) | Parámetros climáticos promedio de Cape Fourcroy (isla Bathurst) | Parámetros climáticos promedio de Cape Fourcroy (isla Bathurst) | Parámetros climáticos promedio de Cape Fourcroy (isla Bathurst) | Parámetros climáticos promedio de Cape Fourcroy (isla Bathurst) | Parámetros climáticos promedio de Cape Fourcroy (isla Bathurst) |
| Mes                                                             | Ene.                                                            | Feb.                                                            | Mar.                                                            | Abr.                                                            | May.                                                            | Jun.                                                            | Jul.                                                            | Ago.                                                            | Sep.                                                            | Oct.                                                            | Nov.                                                            | Dic.                                                            | Anual                                                           |
| --------------------------------------------------------------- | --------------------------------------------------------------- | --------------------------------------------------------------- | --------------------------------------------------------------- | --------------------------------------------------------------- | --------------------------------------------------------------- | --------------------------------------------------------------- | --------------------------------------------------------------- | --------------------------------------------------------------- | --------------------------------------------------------------- | --------------------------------------------------------------- | --------------------------------------------------------------- | --------------------------------------------------------------- | --------------------------------------------------------------- |
| Temp. máx. abs. (°C)                                            | 34.3                                                            | 34.7                                                            | 33.7                                                            | 35.0                                                            | 34.0                                                            | 33.0                                                            | 33.2                                                            | 34.0                                                            | 35.2                                                            | 36.3                                                            | 35.9                                                            | 35.3                                                            | 36.3                                                            |
| Temp. máx. media (°C)                                           | 31.6                                                            | 31.5                                                            | 31.6                                                            | 32.1                                                            | 31.2                                                            | 29.4                                                            | 29.8                                                            | 30.7                                                            | 31.9                                                            | 32.8                                                            | 33.0                                                            | 32.4                                                            | 31.5                                                            |
| Temp. mín. media (°C)                                           | 25.8                                                            | 25.6                                                            | 24.9                                                            | 23.6                                                            | 21.2                                                            | 18.7                                                            | 18.5                                                            | 18.8                                                            | 21.4                                                            | 23.8                                                            | 25.0                                                            | 25.5                                                            | 22.7                                                            |
| Temp. mín. abs. (°C)                                            | 21.8                                                            | 21.9                                                            | 20.0                                                            | 16.5                                                            | 12.0                                                            | 8.2                                                             | 9.9                                                             | 11.9                                                            | 12.6                                                            | 18.8                                                            | 21.4                                                            | 22.0                                                            | 8.2                                                             |
| Lluvias (mm)                                                    | 343.4                                                           | 280.4                                                           | 220.5                                                           | 144.0                                                           | 31.1                                                            | 7.2                                                             | 0.3                                                             | 0.5                                                             | 11.0                                                            | 67.4                                                            | 119.6                                                           | 308.5                                                           | 1533.9                                                          |
| Días de lluvias (≥ 0.2mm)                                       | 19.2                                                            | 15.6                                                            | 15.8                                                            | 11.1                                                            | 4.2                                                             | 1.6                                                             | 0.4                                                             | 0.8                                                             | 1.9                                                             | 6.4                                                             | 10.3                                                            | 16.3                                                            | 103.6                                                           |
| Fuente: Bureau of Meteorology                                   |                                                                 |                                                                 |                                                                 |                                                                 |                                                                 |                                                                 |                                                                 |                                                                 |                                                                 |                                                                 |                                                                 |                                                                 |                                                                 |

| Parámetros climáticos promedio de Milikapiti (isla Melville) | Parámetros climáticos promedio de Milikapiti (isla Melville) | Parámetros climáticos promedio de Milikapiti (isla Melville) | Parámetros climáticos promedio de Milikapiti (isla Melville) | Parámetros climáticos promedio de Milikapiti (isla Melville) | Parámetros climáticos promedio de Milikapiti (isla Melville) | Parámetros climáticos promedio de Milikapiti (isla Melville) | Parámetros climáticos promedio de Milikapiti (isla Melville) | Parámetros climáticos promedio de Milikapiti (isla Melville) | Parámetros climáticos promedio de Milikapiti (isla Melville) | Parámetros climáticos promedio de Milikapiti (isla Melville) | Parámetros climáticos promedio de Milikapiti (isla Melville) | Parámetros climáticos promedio de Milikapiti (isla Melville) | Parámetros climáticos promedio de Milikapiti (isla Melville) |
| Mes                                                          | Ene.                                                         | Feb.                                                         | Mar.                                                         | Abr.                                                         | May.                                                         | Jun.                                                         | Jul.                                                         | Ago.                                                         | Sep.                                                         | Oct.                                                         | Nov.                                                         | Dic.                                                         | Anual                                                        |
| ------------------------------------------------------------ | ------------------------------------------------------------ | ------------------------------------------------------------ | ------------------------------------------------------------ | ------------------------------------------------------------ | ------------------------------------------------------------ | ------------------------------------------------------------ | ------------------------------------------------------------ | ------------------------------------------------------------ | ------------------------------------------------------------ | ------------------------------------------------------------ | ------------------------------------------------------------ | ------------------------------------------------------------ | ------------------------------------------------------------ |
| Temp. máx. abs. (°C)                                         | 37.2                                                         | 36.2                                                         | 36.6                                                         | 37.3                                                         | 36.7                                                         | 36.0                                                         | 36.0                                                         | 36.1                                                         | 36.3                                                         | 37.2                                                         | 37.2                                                         | 36.8                                                         | 37.3                                                         |
| Temp. máx. media (°C)                                        | 32.0                                                         | 32.0                                                         | 32.3                                                         | 33.5                                                         | 32.9                                                         | 31.5                                                         | 31.1                                                         | 32.0                                                         | 33.0                                                         | 33.7                                                         | 33.8                                                         | 32.9                                                         | 32.6                                                         |
| Temp. mín. media (°C)                                        | 23.8                                                         | 23.7                                                         | 23.7                                                         | 22.8                                                         | 21.2                                                         | 19.1                                                         | 18.4                                                         | 20.0                                                         | 21.7                                                         | 23.3                                                         | 24.0                                                         | 23.9                                                         | 22.1                                                         |
| Temp. mín. abs. (°C)                                         | 19.4                                                         | 19.4                                                         | 20.6                                                         | 17.8                                                         | 15.0                                                         | 13.3                                                         | 10.6                                                         | 14.7                                                         | 17.2                                                         | 17.8                                                         | 21.1                                                         | 21.3                                                         | 10.6                                                         |
| Lluvias (mm)                                                 | 298.5                                                        | 295.2                                                        | 317.8                                                        | 102.3                                                        | 67.4                                                         | 5.9                                                          | 0.9                                                          | 4.5                                                          | 5.9                                                          | 51.2                                                         | 121.9                                                        | 282.8                                                        | 1554.3                                                       |
| Días de lluvias (≥ 0.2mm)                                    | 17.8                                                         | 16.2                                                         | 17.1                                                         | 8.1                                                          | 3.6                                                          | 0.9                                                          | 0.4                                                          | 0.6                                                          | 0.9                                                          | 4.1                                                          | 10.3                                                         | 14.6                                                         | 94.6                                                         |
| Fuente: Bureau of Meteorology                                |                                                              |                                                              |                                                              |                                                              |                                                              |                                                              |                                                              |                                                              |                                                              |                                                              |                                                              |                                                              |                                                              |

### Flora y fauna
Las islas han estado separadas del continente australiano desde la última era de hielo. Están cubiertas principalmente de bosques de eucaliptos en una meseta laterítica de pendiente poco pronunciada. El extenso bosque abierto de poca densidad y vegetación ripariana está dominado por las especies Eucalyptus tetrodonta, Eucalyptus miniata y Melaleuca leucadendra. Hay pequeños bolsones de jungla que tienen lugar en asociación con manantiales de agua dulce perenne y manglares en algunas de las muchas ensenadas de las islas.
Existe una importante variedad de especies endémicas de la isla que se encuentran amenazadas. Se han registrado treinta y ocho especies, y un número de plantas e invertebrados no pueden ser encontrados en ningún otro lugar del mundo, incluyendo a ocho especies de plantas y algunos caracoles de tierra y libélulas.  Entre los mamíferos amenazados de la isla se encuentran los ratones marsupiales de cola peluda, los conejos rata de cola peluda, la rata de agua falsa y el Dunnart de Carpentaria.  La isla es el hogar de la colonia reproductiva de charranes piquigualdos más grande del mundo y una considerable población de la vulnerable tortuga olivácea; existe un programa de conservación de tortugas que fue inaugurado en las islas en 2007. Los mares y los estuarios alrededor de las islas son el hogar de varias especies de tiburones y cocodrilos de agua salada.

#### Área importante de aves
Las islas han sido identificadas como un Área importante para la conservación de las aves (IBA) por parte de BirdLife International debido a que son el sustento de poblaciones relativamente densas de Burhinus grallarius, Geophaps smithii, y Erythrotriorchis radiatus, al igual que hasta 12 000 (más del 1 % de la población mundial) correlimos grandes. Otras aves por las cuales las poblaciones deaves de las islas Tiví son globalmente significativas incluyen al Philemon argenticeps, el pinzón enmascarado, el anteojito australiano, el Ramsayornis fasciatus, el Lichenostomus flavescens, el Pitta iris, la rosella del Norte, el lori versicolor, el alcaraván picogrueso australiano y el Eulabeornis castaneoventris. Las aves tienen un alto nivel de endemismo en el nivel subespecífico; el búho enmascarado tiví (Tyto novaehollandiae melvillensis) está considerado como en peligro de extinción y el Melanodryas cucullata melvillensis está por lo menos amenazado y puede que esté extinto.

## Industria maderera y minería
Los productos madereros son una importante parte de la economía de las islas, pero el sector ha tenido una historia accidentada. La industria maderera tiene sus orígenes en 1898, con plantaciones siendo puestas a prueba a partir de los años 1950 y 1960. Una empresa aborigen de madera de coníferas fue establecida a mediados de los años 1980, como una asociación entre el sector privado y el Consejo de Tierras; sin embargo, para mediados de los años 1990, el Consejo de Tierras había comenzado a retirarse de la sociedad, citando que su socio tenía "varias ambiciones motivadas por los impuestos que cada vez se han vuelto más incompatibles con nuestros objetivos de empleo y producción sustentables". Pese a este revés, aún se seguía considerando que la industria maderera era crucial para la economía tiví, y en 2001 el Consejo y el Grupo de Plantaciones Australianas comenzaron una expansión de las plantaciones de Acacia mangium para la producción de virutas de madera. Las operaciones del Grupo de Plantaciones Australianas (más adelante renombrado como Sylvatech) fueron compradas por el Great Southern Group en 2005. En 2006, las operaciones fueron reportadas como los "más grandes proyectos de deforestación de bosques nativos en el norte de Australia". En septiembre de 2007 el Gobierno del Territorio del Norte investigó alegaciones de que la compañía había incumplido leyes medioambientales, por lo que el gobierno federal le impuso penalidades financieras en 2008. Gran parte de la tierra deforestada es utilizada para ganadería o plantaciones monocultivo, actividades que la compañía maderera ha argumentado son una importante fuente de empleos locales. Great Southern Plantations colapsó a principios de 2009, y el Consejo de Tierras de Tiví ha estado examinando opciones para la futura administración de las plantaciones.
Las islas cuentan con arenas minerales tanto en la costa norte de la isla Melville como en la costa oeste de la isla Bathurst. En 2005, Matilda Minerals desarrolló una propuesta para explotar las islas, la cual fue evaluada y aprobada en 2006. En el 2007 la empresa minera produjo los primeros envíos de zircón y rutila para exportación a China. Un envío de 7800 fue realizado en junio de 2007, con 5000 toneladas más enviadas más adelante ese mismo año. Matilda Minerals planeaba explotar minerales por cuatro años, sin embargo sus operaciones en las islas fueron detenidas en agosto de 2008 y entró en bancarrota en octubre.